# Michel Vaillant (personnage)
Pour les articles homonymes, voir Michel Vaillant (homonymie) et Vaillant.
Michel Vaillant est un personnage de la série de bandes dessinées Michel Vaillant, créée par Jean Graton.

## Le personnage
Michel Vaillant est le fils cadet d'Henri et Elisabeth Vaillant et le personnage principal de la série. C'est un pilote complet et un sportif. Sa principale occupation est de conduire dans le championnat du monde de Formule 1. Michel est appelé champion du monde dans quatre albums différents. Après avoir commencé en tant que chauffeur routier chez son oncle Benjamin, il a gagné deux fois les 500 miles d'Indianapolis et cinq fois les 24 Heures du Mans. Il a aussi couru dans des rallyes, remportant le East African Safari et le Paris-Dakar. Il a également participé à plusieurs courses de stock-car, de Formule 2, de Formule 3, de Formule E et de FIA GT.
Il est aussi capable de conduire des motos et des camions et il pratique très bien le football, le rugby, la gymnastique, le tennis, le judo et le ski. Homme gentil, sérieux, serviable, attentif, honnête et généreux, Michel est très populaire. Ses nombreuses aptitudes, son courage et ses valeurs, sa gentillesse et son physique font de lui un héros presque parfait, sans aucun défaut.
Il est marié à Françoise Latour, journaliste et fille d'un grand patron de la presse. Il la rencontre dans l'album Le 13 est au départ en 1966, et l'épouse dans Des filles et des moteurs en 1974. Ils ont un fils, Patrick, dont la naissance est annoncée dans une histoire courte de 1979.

## Adaptations audiovisuelles

### Télévision
Le personnage est incarné par Henri Grandsire dans le feuilleton télévisé Les Aventures de Michel Vaillant diffusé en 1967.
Une série d'animation intitulée Michel Vaillant est diffusée en 1990. Il y est doublé par Michel Vigné.

### Cinéma
Dans le film Michel Vaillant sorti en 2003 et réalisé par Louis-Pascal Couvelaire, le personnage est incarné par Sagamore Stévenin.